# Pep Ortega
Pep Ortega   (Vic, 6 d'abril de 1984) és un jugador de bàsquet català. Amb el seus 2,01 metres d'alçada, juga en la posició d'aler pivot.

## Carrera esportiva
Es va formar al plante del CB Vic i de la Unió Manresana. L'any 2001 va passar a formar part del júnior del Club Joventut Badalona, i la temporada 2002-03 va passar a formar part de l'equip B del club, competint a la lliga EBA, arribant a debutar amb el primer equip a la Copa ULEB. La temporada següent va seguir formant part del segon equip fins que el mes de febrer fitxa pel Calefacciones Farho Gijón, de lliga LEB.
La temporada 2005-06 va fitxar per l'Akasvayu Vic de LEB 2, canviant de club dins la mateixa categoria a les temporades següents: Imaje Sabadell Gapsa, CAI Huesca Cosarsa i CB Prat Joventut. La temporada 2009-10 passa a jugar a LEB Or a les files del CB Sant Josep Girona. Després de dos anys a Girona fitxa pel Ford Burgos. A Burgos guanya la Copa Príncep (2013) i es proclama campió de la Lliga LEB Or (2013). L'any següent guanyaria el play-off d'ascens a la lliga Endesa (2014). Aquest èxit li permet la temporada 2014-15 fitxar pel Movistar Estudiantes de la Lliga Endesa, la màxima categoria del bàsquet nacional. Degut als pocs minuts de què disposava a l'equip madrileny en el mes de gener es desvincula del club estudiantil, però continua a la màxima categoria al passar a formar part de les files de La Bruixa d'Or Manresa fins a final de temporada.
La temporada 2015-16 creua l'Atlàntic i fitxa pel Club Trouville de la lliga uruguaia. L'aventura no dura massa temps, i en el mes d'octubre abandona Sud-amèrica i accepta l'ferta de l'Aix Maurienne – Savoie Basket de la NM1 francesa (tercera categoria) per substituir la lesió del nord-americà Vicent Bailey. En acabar el seu contracte temporal amb l'equip francès decideix tornar a Espanya i termina la temporada al Cafés Candelas Breogán de LEB Or. La temporada 2016-17 juga al CB Prat, i en acabar la temporada regular disputa els play-off d'ascens a la lliga Endesa amb el Cafés Candelas Breogán, equip en el que havia militat la temporada anterior. A l'estiu de 2017 fitxa pel SOPCC Basket de la NM2 francesa, però en el mes de febrer de la mateixa temporada torna a Catalunya per jugar novament amb un CB Prat que disputaria els play-off i lluitaria per l'ascens a la màxima categoria del bàsquet espanyol.

## Selecció nacional
L'any 2002 va ser medalla de plata amb la selecció espanyola júnior al Torneig de Mannheim. També va ser internacional a l'europeu sub18 celebrat el mateix any a Alemanya i al sub20 cel 2004 celebrat a Brno (República Txeca).